# Gijón Open 2022
Il Gijón Open 2022 è stato un torneo di tennis maschile facente parte del circuito ATP Tour 250. Si è giocato dal 10 al 16 ottobre 2022 sui campi indoor in cemento indoor del Palacio de Deportes di Gijón , in Spagna.
Il torneo è stato assegnato dall'ATP con una licenza valida per un solo anno per sopperire alle cancellazioni di alcuni tornei del circuito maggiore dovute alla pandemia di COVID-19.

## Partecipanti al singolare

### Teste di serie
| Nazionale   | Giocatore                   | Ranking* | Testa di serie |
| ----------- | --------------------------- | -------- | -------------- |
|             | Andrej Rublëv               | 9        | 1              |
| Spagna      | Pablo Carreño Busta         | 15       | 2              |
| Spagna      | Roberto Bautista Agut       | 21       | 3              |
| Argentina   | Francisco Cerúndolo         | 29       | 4              |
| Stati Uniti | Tommy Paul                  | 30       | 5              |
| Spagna      | Alejandro Davidovich Fokina | 31       | 6              |
| Argentina   | Sebastián Báez              | 35       | 7              |
| Spagna      | Albert Ramos Viñolas        | 40       | 8              |

* Ranking al 3 ottobre 2022.

### Altri partecipanti
I seguenti giocatori hanno ricevuto una wildcard per il tabellone principale:
- Martín Landaluce
- Feliciano López
- Andy Murray

Il seguente giocatore è stato accettato direttamente nel tabellone principale utilizzando una classifica protetta:
- Dominic Thiem

I seguenti giocatori sono passati dalle qualificazioni:

- Nicolás Álvarez Varona
- Manuel Guinard
- Marco Trungelliti
- Aleksej Vatutin

Il seguente giocatore è entrato in tabellone come lucky loser:
- Carlos Taberner

### Ritiri
Prima del Torneo
- Adrian Mannarino → sostituito da  Carlos Taberner

## Partecipanti al doppio

### Teste di serie
| Nazionale  | Giocatore         | Nazionale   | Giocatore            | Ranking* | Testa di serie |
| ---------- | ----------------- | ----------- | -------------------- | -------- | -------------- |
| Spagna     | Marcel Granollers | Argentina   | Horacio Zeballos     | 23       | 1              |
| Italia     | Simone Bolelli    | Italia      | Fabio Fognini        | 51       | 2              |
| Brasile    | Rafael Matos      | Spagna      | David Vega Hernández | 70       | 3              |
| Portogallo | Francisco Cabral  | Regno Unito | Jamie Murray         | 77       | 4              |

* Ranking al 3 ottobre 2022.

### Altri partecipanti
I seguenti giocatori hanno ricevuto una wild card per il tabellone principale:
- Alejandro Davidovich Fokina /  Martín Landaluce
- Sergio Martos Gornés /  Jaume Munar

I seguenti giocatori hanno ricevuto un ingresso come alternativa:
- Sander Arends /  David Pel

### Ritiri
Prima del Torneo
- William Blumberg /  Tommy Paul → sostituiti da  Diego Hidalgo /  Cristian Rodríguez
- Rohan Bopanna /  Matwé Middelkoop → sostituiti da  Marcos Giron /  Hunter Reese
- Adrian Mannarino /  Fabrice Martin → sostituiti da  Sander Gillé /  Fabrice Martin
- Hugo Nys /  Jan Zieliński → sostituiti da  Nikola Ćaćić /  Hugo Nys
- Albert Ramos Viñolas /  Bernabé Zapata Miralles → sostituiti da  Sander Arends /  David Pel

## Punti
| Evento    | V   | F   | SF | QF | 2T | 1T   | Q    | Q2   | Q1   |
| Singolare | 250 | 150 | 90 | 45 | 20 | 0    | 12   | 6    | 0    |
| Doppio    | 250 | 150 | 90 | 45 | 0  | N.D. | N.D. | N.D. | N.D. |

## Montepremi
| Evento    | V       | F       | SF      | QF      | 2T      | 1T     | Q2     | Q1     |
| Singolare | $93,090 | $54,300 | $31,925 | $18,495 | $10,740 | $6,565 | $3,280 | $1,790 |
| Doppio*   | $32,340 | $17,300 | $10,150 | $5,670  | $3,340  | N.D.   | N.D.   | N.D.   |

* per team

## Campioni

### Singolare
Andrej Rublëv ha sconfitto in finale  Sebastian Korda con il punteggio di 6-2, 6-3.
• È il dodicesimo titolo in carriera per Rublëv, il quarto della stagione.

### Doppio
Máximo González /  Andrés Molteni hanno sconfitto in finale  Nathaniel Lammons /  Jackson Withrow con il punteggio di 6(6)–7, 7–6(4), [10-5].